# Барсбек
Барсбек (нем. Barsbek) — община в Германии, в земле Шлезвиг-Гольштейн. 
Входит в состав района Плён. Подчиняется управлению Пробстай.  Население составляет 590 человек (на 31 декабря 2010 года). Занимает площадь 8,73 км².